# Słabada (rejon dokszycki)
Słabada (biał. Слабада; ros. Слобода, Słoboda) – wieś na Białorusi, w obwodzie witebskim, w rejonie dokszyckim, w sielsowiecie Berezyna. W 2009 roku liczyła 57 mieszkańców.